# Biografielijst Oc

## Oca
- Abdullah Öcalan (1949), Turks/Koerdisch strijder
- Mollie O'Callaghan (2004), Australisch zwemster
- Pat O'Callaghan (1905-1991), Iers atleet
- Tony O'Callaghan (1956), Engels acteur
- Ed Ocampo (1938-1992), Filipijnse basketbalspeler en -coach
- Hernando Ocampo (1911-1978), Filipijns schrijver en kunstschilder
- Manuel Ocampo (1965), Filipijns kunstschilder
- Melchor Ocampo (1814-1861), Mexicaans politicus
- Pablo Ocampo (1853-1925), Filipijns jurist en politicus
- Perla Santos-Ocampo (1931-2012), Filipijns kinderarts en wetenschapper
- Satur Ocampo (1939), Filipijns politicus, journalist en schrijver
- Turlough O'Carolan (1670-1738), Iers componist
- Sean O'Casey (1880-1964), Iers toneelschrijver

## Occ
- Margherita Occhiena (1788-1856), Italiaans persoon
- Pompeius Occo (1483-1537), Duits/Nederlands bankier, kunstverzamelaar en ondernemer
- Giuseppe Occhialini (1907-1993), Italiaans natuurkundige

## Oce
- Billy Ocean (1950), Engels zanger

## Och
- Isabella Ochichi (1979), Keniaans atlete
- Nadya Ochner (1993), Italiaans snowboardster
- Gabriel Ochoa Uribe (1929), Colombiaans voetballer en voetbalcoach
- Severo Ochoa (1905-1993), Spaans/Amerikaans biochemicus en Nobelprijswinnaar
- Jacques Ochs (1883-1971), Belgisch kunstschilder
- Philipp Ochs (1997), Duits voetballer

## Ock

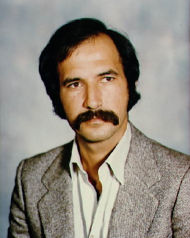
Wubbo Ockels

- Johannes Ockeghem (ca. 1420-1497), Belgisch componist
- Wubbo Ockels (1946-2014), Nederlands ruimtevaarder
- Willem van Ockham (1288-1347), Engels filosoof

## Oco
- Esteban Ocon (1996), Frans autocoureur
- Johnny O'Connell (1962), Amerikaans autocoureur
- Les O'Connell (1958), Nieuw-Zeelands roeier
- Patrick O'Connell (1934-2017), Iers acteur
- Donald O'Connor (1925-2003), Amerikaans acteur en zanger
- Kevin J. O'Connor (1963), Amerikaans acteur
- Pat O'Connor (1928-1958), Amerikaans autocoureur
- Peter O'Connor (1874-1957), Iers atleet
- Raymond O'Connor (1952), Amerikaans acteur
- Renée O'Connor (1971), Amerikaans actrice
- Sandra Day O'Connor (1930-2023), Amerikaans rechter
- Seamus O'Connor (1997), Iers snowboarder
- Siobhan-Marie O'Connor (1995), Brits zwemster
- Sinéad O'Connor (1966-2023), Iers zangeres

## Ocr
- Emma O'Croinin (2003), Canadees zwemster

## Ocu
- Hannah Ocuish (1774-1786), Amerikaanse terdoodveroordeelde, jongste geëxecuteerde persoon in de Amerikaanse geschiedenis.